# Abbeville (Luisiana)
Abbeville é uma cidade e sede de paróquia da Paróquia de Vermilion, Luisiana.